# Judith Bernstein
Pour les articles homonymes, voir Bernstein.
Judith Bernstein née le 14 mars 1942 à Newark est une artiste féministe et pacifiste américaine. Elle fait partie des Guerrilla Girls.

## Biographie
Judith Bernstein obtient un bachelor et un master en éducation à l'Université d'État de Pennsylvanie. Elle obtient un master of arts à la Yale School of Art en 1967.
Elle s'inspire des graffiti qu'elle observe dans les toilettes pour hommes de l'université. Son trait est vif et expressif. Elle se fait rapidement connaître par ses dessins monumentaux au fusain qui représentent des pénis comme des vis sans fin ou des vis anthropomorphes. Ce motif devient une icône de son travail. Son travail s'inscrit dans une critique culturelle, politique et sociale. Son art est au service de son activisme politique féministe et pacifiste.
En 1966, dans Cockman #1, elle fait le portrait du gouverneur George Wallace responsable des politiques ségrégationnistes. Son visage est un sexe masculin.
Elle créé une série d'œuvres contre la guerre du Viêt Nam. Fun Gun, réalisé en 1967 représente un pénis en forme de pistolet qui tire des balles. Pour la série Union Jack-Off, elle peint deux pénis en forme de X.
Dans les années 1970, les artistes femmes rencontrent des difficultés pour exposer et vivre de leurs œuvres. Le marché de l'art à New York est dominé par les hommes. Judith Bernstein fait partie des fondatrices de l'A.I.R. Gallery (Artist in Residence). Il s'agit d'un espace coopératif géré par les femmes. La galerie A.I.R. permet à Judith Bernstein d'avoir sa première exposition personnelle en 1973. Elle est l'une des premières militantes des Guerrilla Girls, la Art Workers’ Coalition. Elle rejoint le collectif The Fight Censorship, constitué de femmes discriminées dans le monde de l'art, fondé par Anita Steckel.
En 1974, un de ses dessins de vis sans fin est retiré de l'exposition Focus : Women's Work - American Art in 1974, au musée du Philadelphia Civic Center. Son style est jugé provocateur et irrévérencieux. Sa carrière artistique est au point mort, pendant trente ans.
En 2008, son travail est à nouveau découvert et fait l'objet d'une exposition personnelle à la galerie Mitchell Algus.
En 2014, elle aborde le thème des violences dans la série Birth of the Universe. Elle place un vagin au centre de la toile.

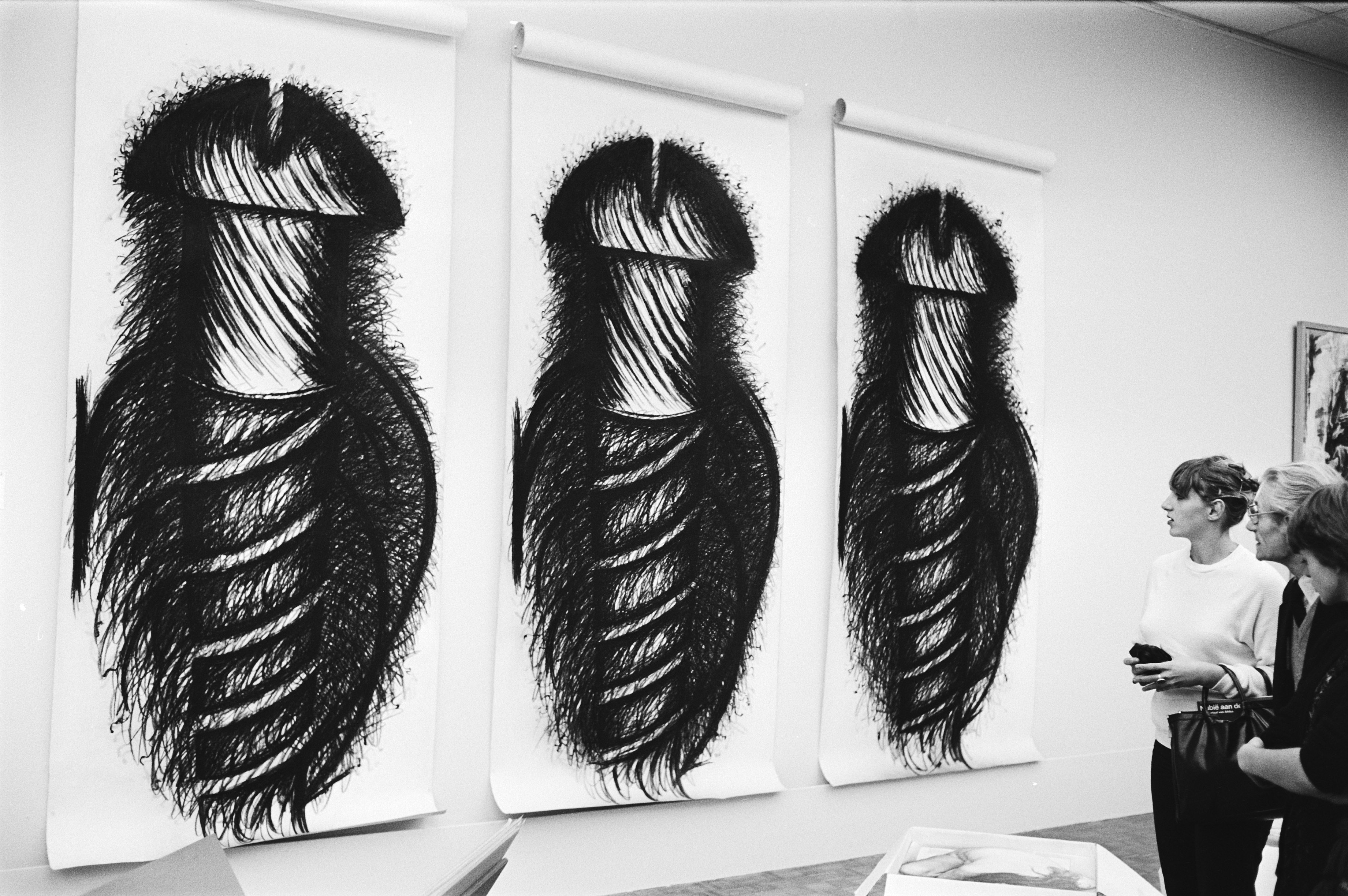
Vis-phallus, dessin au fusain

## Expositions personnelles
- A.I.R Gallery, 1973
- Judith Bernstein, Signature and Phallic Drawings : 1966-2008, galerie Mitchell Algus, 2008
- Judith Bernstein : Hard, New Museum, New York, 2012
- Dicks of Death, Mary Boone Gallery, New York, 2016
- Judith Bernstein Rising, Kunsthall Stavanger, Stavanger, 2016
- Drawing Center, New York, 2017
- Money Shot, galerie Paul Kasmin,  New York, 2018

## Prix
- Prix Anonymous Was A Woman, 2006